# T-мезон
T-мезоны — гипотетические мезоны с истинностью +1 и изотопическим спином 1⁄2. Они группируются в мультиплеты по две частицы: тэ-ноль-мезон T0 и тэ-плюс-мезон T+. T− Античастицу для T+ обозначают T− (тэ-минус-мезон).
На сегодняшний день T-мезоны ни разу не наблюдались. Несмотря на то, что t-кварк открыт ещё в 1995 году, до сих пор не удавалось обнаружить их комбинации с другими кварками.
Также могут существовать аналогичные частицы, у которых вместо u- и d-кварков присутствует s-, c- или b-кварк называются соответственно: странный T-мезон {\displaystyle T_{s}^{+}}, очарованный T-мезон {\displaystyle T_{c}^{0}} и прелестный T-мезон {\displaystyle T_{b}^{+}}.